# 小紋

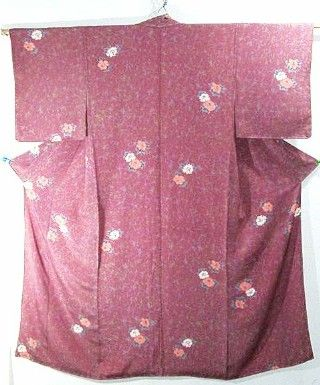
小紋

小紋（こもん）は日本の着物（和服）の種類の一つ。全体に細かい模様が入っていることが名称の由来であり、訪問着、付け下げ等が肩の方が上になるように模様付けされているのに対し、小紋は上下の方向に関係なく模様が入っている。そのため礼装、正装としての着用は出来ない（江戸小紋を除く、理由は後述）。
現在は模様の大きさや密度に関わらず、上下方向関係なく模様が入っている着物は総称して「小紋」という。染めの技法によって「紅型小紋」「絞り小紋」「更紗小紋」など多種多様な小紋が存在する。その中で、主な「小紋」の技法として知られるのは「江戸小紋」「京小紋」「加賀小紋」である。
また礼装の下の普段着に属するものであり、着物の格としての用いられ方もする。

## 東京染小紋

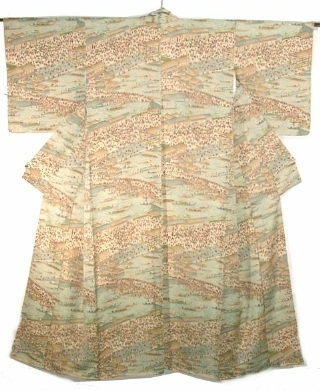
江戸小紋

江戸時代、諸大名が着用した裃の染めに由来する小紋。江戸時代に盛んになったが、室町時代からある小紋型染めに起源があるとされる。
現在は伝統柄で基本的には単色染め絹しか使わないという特徴の「江戸小紋」とそれに比べ自由な創作が特徴の「東京おしゃれ小紋」の二種に分類されている。
1974年（昭和49年）6月2日に通産大臣指定伝統的工芸品「東京染小紋」、1982年（昭和57年）12月24日に東京都知事指定工芸品「東京染小紋」に認定された。
主に、新宿区、世田谷区、練馬区に工場がある。

### 江戸小紋
江戸時代、諸大名が着用した裃の模様付けが発祥。その後、大名家間で模様付けの豪華さを張り合うようになり、江戸幕府から規制を加えられる。そのため、遠くから見た場合は無地に見えるように模様を細かくするようになり、結果、かえって非常に高度な染色技を駆使した染め物となった。また、各大名で使える模様が固定化していった。代表的な模様として「鮫」（紀州藩徳川氏）、「行儀」「角通し」（以上をまとめて「三役」という）、「松葉」（徳川氏）「御召し十」（徳川氏）「万筋」、「菊菱」（加賀藩前田氏）、「大小あられ」（薩摩藩島津氏）「胡麻柄」（佐賀藩鍋島氏）がある。このような大名の裃の模様が発祥のものを「定め小紋」「留め柄」という。
いっぽう、庶民もこの小紋を真似するようになり、こちらは生活用品など身近にある物を細かい模様にして洒落を楽しんだ。宝尽くしなどのおめでたい柄や、野菜や玩具、動物や気象のものなど柄はさまざまである。こういった庶民の遊び心から発祥の柄を「いわれ小紋」と言いう。
江戸小紋は型紙を使って染めるのが特徴であるが、この型紙は江戸で作ることが出来ず、もっぱら伊勢に注文していた（伊勢型紙）。現在は染め職人より型紙職人の後継者不足が江戸小紋の問題となっている。
上記のように大名が着用していたという経緯から江戸小紋の中でも定め小紋は格式が高く、柄は家紋の結晶を意味し、裃の柄の大きさが6段階あって殿様に一番近い席に座る上位の家臣がいちばん細かい柄を着用し下位になるほど柄は大きくなり、7段階以降の家臣は無地の裃を着用していた。これらのことから定め小紋は無紋でも礼装として着られる着物である。
「江戸小紋」の名称は1955年（昭和30年）に東京都の小宮康助が重要無形文化財保持者（人間国宝）に認定された際に「京小紋」と区別するために名づけられた。

### 東京おしゃれ小紋
東京染小紋の技法を用いながら現代的な模様・染料を用いたもの。江戸小紋と区別するため東京おしゃれ小紋と呼ぶ。

## 京小紋
17世紀初頭の武士の裃を起源とする。明治初期に単色から彩色へと変化しながら京友禅と互いに影響しながら技法が完成された。基本的には単色染めで絹しか使わない江戸小紋に対して多色染めであり、様々な生地を用いる。一つ一つの柄も江戸小紋より大きく抽象柄より具象柄が多い。色調は落ち着きのある色合いである。

## 加賀小紋
上記「京小紋」の影響を受けて石川県で作られ始めたのが「加賀小紋」であり、色使いに加賀友禅の技法が取り入れられている。
一方で「江戸小紋」の影響を受けて作られた「加賀小紋」も石川県には存在する。